# Platycis matsudai
Platycis matsudai is een keversoort uit de familie netschildkevers (Lycidae). De wetenschappelijke naam van de soort werd in 1996 gepubliceerd door Ladislav Bocák.